# Emanuel Hruška
Emanuel Hruška (31. ledna 1906 Královské Vinohrady – 16. srpna 1989 Praha) byl český architekt a vysokoškolský pedagog. Působil jako urbanista, teoretik, pedagog, zakladatel a spoluzakladatel mezinárodních organizací a zakladatel urbanismu na Slovensku.

## Biografie
Narodil se 31. ledna 1906 na Královských Vinohradech u Prahy do rodiny bankovního úředníka Emanuela Hrušky a jeho manželky Kláry, rozené Pechotové. Jeho bratrancem byl architekt Franz Hruschka.
V roce 1924 maturoval na reálném gymnáziu v Praze na Vinohradech, v letech 1924–1928 pokračoval studiem na Vysoké škole architektury a pozemního stavitelství na Českém vysokém učení technickém v Praze. V období 1928–1931 pokračoval ve studiu na Akademii výtvarných umění u profesora Josefa Gočára. V roce 1934 obhájil doktorát technických věd na ČVUT v Praze, v roce 1938 byl habilitován docentem na ČVUT v Praze. V letech 1938–1945 byl zaměstnán jako expert pro urbanismus ředitelství firmy Baťa. V období protektorátu byl členem pražské Plánovací komise pro hlavní město Prahu a okolí. V roce 1945 se oženil, s manželkou žili v Praze, děti neměli.
V období 1948–1962 byl vedoucím Ústavu stavby měst na Fakultě architektury a pozemního stavitelství Slovenské vysoké školy technické (SVŠT) v Bratislavě, kterou i založil. V roce 1948 byl jmenován předsedou urbanistické komise Svazu slovenských architektů, v roce 1953 řádným profesorem na Stavební fakultě SVŠT a v roce 1958 prvním místopředsedou Ústřední komise státní památkové péče při Ministerstvu kultury ČSR. V roce 1962 se stal jejím předsedou.
V roce 1956 získal titul doktor technických věd. V roce 1965 se stal expertem UNESCO a hlavním redaktorem vědeckého časopisu Architektura & Urbanizmus. V roce 1971 byl zvolen předsedou Československého národního komitétu ICOMOS (Mezinárodní rada pro památky a sídla), který řídil až do své smrti. V letech 1980–1988 byl předsedou Klubu Za starou Prahu. Zemřel 16. srpna 1989 v Praze, kde je i pohřben.

## Tvorba a teoretické dílo
Vytvořil rozsáhlé teoretické dílo v oblasti vývoje a teorie stavby měst, vztahu sídla a krajiny, urbanistické kompozice, dopravních problémů a územního plánování.
První práce psal ještě před příchodem na Slovensko:
- Nové úkoly v soudobém urbanismu, 1936
- Krajina a její soudobá urbanisace, 1946

Na Slovensku v teoretické publikační činnosti pokračoval:
- Úvod do urbanizmu a územného plánovania, 1955
- Vývoj stavby miest, 1961
- Problémy súčasného urbanizmu, 1966
- Stavba miest – jej história, prítomnosť a budúcnosť, 1970
- K tvorbe urbanistického prostredia, 1985

## Mezinárodní činnost
Jeho schopnosti mu umožnily uplatnit se i v zahraničí, což se projevilo aktivním členstvím v mezinárodních organizacích:
- 1955 – spoluzakladatel mezinárodní spolupráce v oblasti péče o památky a výstavbu v historických městech
- od roku 1965 byl expertem UNESCO
- v roce 1967 se stal členem Ekistické společnosti v Aténách

## Realizace (výběr)
- Elektrické domy v Praze-Holešovicích:[3]
  - Nájemní dům, Veletržní 13, Praha, 1934
  - Nájemní dům, Heřmanova 12, Praha, 1936–1937
  - Nájemní domy, Pplk Sochora 34, Praha, 1937–1938
- Vila manželů Kumermanových (též Hruškova vila), Zavadilova 40, Dejvice, Praha, 1936–1937[3][4]
- Městská tržnice na Zelném trhu, Brno (s Vilémem Zavřelem, 1948–1950)[5]

## Ocenění
- Roku 1968 mu byla ve Vídni udělena Herderova cena za vědeckou a uměleckou práci evropského významu.
- Roku 1981 mu byla v Bratislavě udělena Zlatá plaketa Slovenské akademie věd Aurela Stodoly za zásluhy v technických vědách.

Dlouhodobým Oceněním jeho angažovanosti a aktivní práce bylo jeho členství v Rakouské společnosti pro územní plánování, v Maďarské urbanistické společnosti, Akademii stavby měst Německa a ve Francouzské akademii architektury.